# Hala Kodmani
Pour les articles homonymes, voir Kodmani.
Hala Kodmani est une journaliste franco-syrienne vivant et travaillant en France. Elle est aussi traductrice et consultante en communication.

## Biographie
Hala Kodmani a été attachée de presse de Boutros Boutros-Ghali à l'Organisation internationale de la francophonie et collaboratrice du délégué de la Ligue arabe à Paris. Elle a ensuite dirigé la rédaction arabophone de la chaîne France 24. Elle est aujourd'hui responsable de la rubrique « Syrie » à Libération, où elle se rend régulièrement entre 2011 et 2015 pour couvrir le conflit,.
Elle participe à divers travaux documentaires sur le Moyen-Orient, notamment sur Damas en Syrie.
En mai 2011, elle fonde et préside l'association française Souria Houria (Syrie Liberté), qui milite pour « la démocratie, les libertés et les droits de l’homme en Syrie », en soutien à la révolution contre la dictature de Bachar el-Assad, et vient en aide aux Syriens qui se réfugient en France,,. Elle est la sœur de la chercheuse Bassma Kodmani, cofondatrice en 2011 du Conseil national syrien (organe de l'opposition syrienne basé à Paris).
En 2013, elle reçoit le prix de l'Association de la presse diplomatique française (l'APDF) pour ses reportages, notamment à Raqqa, ainsi que pour sa couverture globale de la situation en Syrie.

## Publications
- La Syrie promise, Actes Sud, 2014
- Seule dans Raqqa, Équateurs, 2017